# Булаир (област Варна)
Вижте пояснителната страница за други значения на Булаир.
Булаир е село в Североизточна България. То се намира в община Долни чифлик, област Варна. Старото му име е Белибе.

## История
Преди 1878 г. селото е било населявано от черкези и турци, а и днес почти цялото му население се самоопределя като турско.
През април 1880 година в селото става един от най-тежките инциденти по време на Турските бунтове. По това време българската армия се опитва да установи границата с Източна Румелия в района, поставяйки под свой контрол 13 турски села, сред които Белово, но среща съпротивата на местното население. На 24 април, когато много турци от района се събират в село Ахли, българска рота, заедно с голям брой въоръжени цивилни българи, завзема почти празното село Белово. На следващия ден селото е обградено от стотици турци, около 200 от тях въоръжени, водени от Чобан Хасан. При последвалото сражение са дадени няколко жертви, но българските части успяват да задържат контрола над селото.
Комисията, работила по преименуването на българските селища през 1931 – 1932 г. спазва правила при преименуването, сред които е приемане на имена на исторически битки на Българската армия. Така селото е наименувано в прослава на историческия Бой при Булаир.

## Население
Численост на населението според преброяванията през годините:
| \| Година на преброяване \| Численост \| \| --------------------- \| --------- \| \| 1934 \| 405 \| \| 1946 \| 432 \| \| 1956 \| 387 \| \| 1965 \| 259 \| \| 1975 \| 235 \| \| 1985 \| 225 \| \| 1992 \| 179 \| \| 2001 \| 164 \| \| 2011 \| 142 \| \| 2021 \| 134 \| |           |
| Година на преброяване | Численост |
| 1934 | 405       |
| 1946 | 432       |
| 1956 | 387       |
| 1965 | 259       |
| 1975 | 235       |
| 1985 | 225       |
| 1992 | 179       |
| 2001 | 164       |
| 2011 | 142       |
| 2021 | 134       |

### Етнически състав

#### Преброяване на населението през 2011 г.
Численост и дял на етническите групи според преброяването на населението през 2011 г.:
|                     | Численост | Дял (в %) |
| Общо                | 142       | 100.00    |
| Българи             | 4         | 2.81      |
| Турци               | 138       | 97.18     |
| Цигани              | –         | –         |
| Други               | –         | –         |
| Не се самоопределят | –         | –         |
| Неотговорили        | –         | –         |

## Религии
Всички жители на селото са мюсюлмани.